# Taza (provins)
Taza (arabiska: إقليم تازة, franska: Province de Taza) är en provins i Marocko.   Den ligger i regionen Fès-Meknès, i den nordöstra delen av landet, 280 km öster om huvudstaden Rabat. Antalet invånare är 743 237.